# محمد المكي السيد
محمد المكي بن عبد الباقي السِيْد (بكسر السين وسكون الياء)، مؤرخ من مدينة حمص السورية، عاش في أواخر القرن السابع عشر وأوائل القرن الثامن عشر في حي باب هود بحمص، وكان إماماً لمسجد عبد الله بن مسعود في الحي ذاته. يشير إليه البعض بشكل خاطئ باسم «محمد مكي الخانقاه»، إلّا أن «الخانقاه» في الحقيقة نسبة أمه، لا أبيه. تبرز أهميته من كونه قد تفرّد بتدوين أحداث مدينة حمص في أواسط فترة التواجد العثماني في بلاد الشام، إذ كان ليلف تاريخ المدينة الغموض آنذاك تماماً لولا توثيق السِيد لأحداثها بين عامي 1688 و 1723 م، في حين نجد عدة كتابات عن مدن المنطقة في تلك الفترة.

## حياته
وُلد السِيد في مدينة مكة، وهو ما يرجح تسمية والديه له بالمكيّ، وقد يكون ذلك خلال أداء والدته للحج أو العمرة. لا يعرف تماماً تاريخ ولادته، ولكنه بدأ بتدوين أحداث مدينة حمص سنة 1688 م، وكان له أولاد وأحفاد، أي أنه ولد قبل ذلك بعشرات السنوات. كذلك الأمر بالنسبة لوفاته، فعلى الرغم من توقفه عن الكتابة سنة 1723 م أو بعد ذلك بقليل، فلا يوجد ما يدل على تاريخ وفاته بالضبط، وتظهر شاهدة قبره في الجزء الشمالي من مقبرة الكتيب بحمص، إلا أن تاريخ وفاته مدفون تحت الأتربة. نشأ السِيد في حي باب هود في مدينة حمص، وسكن مقابل مسجد عبد الله بن مسعود الذي كان إماماً وشيخاً فيه، وقد توارث أبناؤه عنه التولّي الشرعي للمسجد حتى القرن العشرين. يعرّف نفسه بأنه شافعي المذهب، صوفي على الطريقة العلوانية (نسبة إلى علوان الحموي)، وذلك في شهادته الرسمية على إجازة صوفية رفاعية، ونظراً لكونه الوحيد الذي وصلتنا عن طريقه أخبار مدينة حمص وأبنائها خلال تلك الفترة، فلا نجد مزيداً من التفاصيل عن حياته أو تعليمه، عدا ما ذكره هو نفسه في كتابه من أخبارٍ عن أفراد أسرته.

## أهمية كتابه
تبرز أهمية تدوين السِيد لأحداث مدينة حمص من كونها التوثيق الوحيد لما كان يجري في المدينة في الفترة الواقعة بين عامي 1688 و 1723 م، والتي تقع في أواسط فترة التواجد العثماني في بلاد الشام، ففي الوقت الذي نقرأ فيه الكثير عن أحوال المدن المجاورة بأقلام من عاصروا تلك الفترة، تكاد تنعدم أخبار مدينة حمص، ويتفرّد السِيد بذكرها. ومما يزيد من أهمية العمل أن المؤلف لم يدون إلا ما رآه بعينه أو سمعه بأذنه ممن رآه، ويميّز بينهما فيما يذكر تحرياً للأمانة في النقل. أمّا تعليقه الشخصي على بعض الأخبار فلا يؤثر على حقيقة وقوعها.
ويذكر المؤلف في مواضع قليلة بعض الأخبار التي كان يسمعها من مدنٍ أخرى غير حمص، بعضها في بلاد الشام، وبعضها خارجها، ومنها اسطنبول عاصمة العثمانيين آنذاك.
أما المؤرخون المعاصرون فيلجؤون إلى الكتاب كونه صلة وصلٍ وحيدة تملأ فراغاً تاريخياً ليوثق ما كانت عليه المدينة، بما في ذلك أحوال أبنائها ومنازلها وأسواقها وأماكن عبادتها، وكذلك وضعها السياسي والاجتماعي والديني والصحي والاقتصادي والتجاري والأمني، ففيه ذكر للوفود الحمصية التي كانت تخرج إلى إسطنبول احتجاجاً على القائمين على المدينة، وتتضح من خلاله العلاقات الاجتماعية بين أبناء حمص، والاحتفالات التي كانت تقام فيها، والتوجهات الدينية لأهلها والتي كانت تطغى عليها الطرائق الصوفية، مع ذكر أبناء المدينة من المسيحين، كما يمكن للقارئ التعرف على الأمراض والأوبئة التي كانت تجتاح حمص، وطبيعة الضرائب التي كانت تجبى من الناس، وقوافل التجار التي كانت تخرج من المدينة وتأتي إليها، وبعض حالات السرقة داخل المدينة والكثير من حالات قطع الطرق خارج أسوارها، وغير ذلك مما يمكن تجميع قطعه المتناثرة داخل الكتاب لتكوين صورةٍ -وإن كانت بسيطة- عمّا كانت عليه حمص طوال 36 عاماً أمضاها السِيد في تدوين ما رآه مهماً من شهاداته على أحوال مدينته حمص.